# Heartbreak Hotel (Los Simpson)
Heartbreak Hotel, titulado El Hotel de los Corazones Rotos en Hispanoamérica y Hotel Desengaño en España, es el segundo episodio de la trigésima temporada de la serie de televisión animada Los Simpson, y el episodio 641 de la serie en general. Se emitió en los Estados Unidos en Fox el 7 de octubre de 2018. En Hispanoamérica, el capítulo se emitió como preestreno de la temporada 30, emitiéndose el miércoles 29 de mayo de 2019 con motivo de su conmemoración de su 30° aniversario. Por su parte, el estreno tuvo lugar el 22 de marzo de 2020 en España. 
Este capítulo recibió críticas sumamente negativas por parte de fanáticos y críticos, mientras que el público lo calificaron al episodio como una total decepción para el aniversario de Los Simpsons. Este capítulo fue colocado en 2019 como uno de los peores episodios de una serie animada emitidos en 2018.

## Argumento
La familia Simpson están viendo un reality show llamado The Amazing Place. Bart y Lisa alientan a Homer y Marge a audicionar, pero Marge les muestra sus pasadas pruebas para el show, las cuales fueron rechazadas cada vez. Lisa edita un video de las aperturas de las cartas de rechazo de Marge y Homer y lo envía a los productores del programa. En casa, Marge descubre que fueron seleccionados.
En el primer juicio, pierden inmediatamente y descubren que no pueden salir durante seis semanas, para que nadie sepa quién ganó. Están secuestrados en un hotel del aeropuerto.
Mientras que Marge es miserable, Homer es feliz con todos los regalos que se les dan. Encuentran la sala de postproducción donde Marge descubre que Homero causó su pérdida, lo que la enfurece. Marge y Homer conocen a otra pareja eliminada, y Marge pone celoso a Homer coqueteando con Nick, el marido. Al día siguiente, se anuncia que pueden volver a entrar en el espectáculo, pero solo si intercambian parejas con otra pareja, y Marge selecciona a Nick, al final de la participación Marge y Nick llegan al primer lugar pero pierden el reto como el premio debido a que Marge se le olvido un paso en el reto, quedando eliminados de la competencia, para agravio de Marge quien queda en ridículo frente a toda su familia y los espectadores.

## Recepción
Dennis Perkins de The A.V. Club dio al episodio una B- declarando, "'Heartbreak Hotel' hace un buen trabajo en proveer una motivación que -aunque nueva para nosotros- es verdadera para los personajes. Especialmente Marge, cuya adicción durante décadas al programa de viajes de competencias de realidad The Amazing Place es visto como arraigado en las largas horas sin Homero como viuda de un futbolista y de Moe. Marge explica que, mientras Homero tiene sus objetivos, ella tiene los suyos en la forma de un conocimiento enciclopédico de cada evento, acrobacia y giro que su programa favorito puede lanzar a sus concursantes".
Tony Sokol de Deen of Geek dio el episodio 3 de 5 puntos diciendo: "La humillación pública es la mejor humillación. La familia Simpson puede tener malos recuerdos cuando se trata de sus propias apariciones públicas, pero prosperan con la angustia reprimida que proviene de estar bajo el microscopio. La premisa fue fresca al mostrarnos cómo la vida en un hotel puede ser la respuesta a todos los problemas de la vida. 'Heartbreak Hotel' ofrece una entrada diversa a la temporada, que sigue siendo insuficiente.
"Heartbreak Hotel" obtuvo una puntuación de 1,8 con una participación de 7 y fue visto por 4,60 millones de personas, lo que convierte a "The Simpsons" Fox en el programa mejor valorado de la noche.